# Copa Africana de Naciones Femenina 2016
La Copa Africana de Naciones Femenina de 2016 fue la 10.ª edición, (12.ª edición si se incluyen los torneos sin anfitriones), fue organizado por la CAF para los equipos nacionales femeninos de África. El torneo se llevó a cabo en Camerún del 19 de noviembre al 3 de diciembre de 2016.
El campeón de la versión anterior fue Nigeria que logró su décimo título después de ganar por la cuenta mínima a Camerún.

## Patrocinio
En julio de 2016, Total obtuvo un paquete de patrocinio de ocho años de la CAF para apoyar 10 de sus principales competiciones.  Debido a este patrocinio, el Campeonato Femenino de la CAF 2016 se denomina Copa Africana de Naciones Femenina Total 2016.

## Clasificación
Camerún clasificó automáticamente como anfitriona, mientras que los siete puestos restantes fueron determinados por las rondas clasificatorias jugadas en marzo y abril de 2016.
Malí reemplazó a Guinea Ecuatorial después de ser descalificada por una alineación indebida.

## Equipos clasificados
Los siguientes ocho equipos se clasificaron para el torneo final. 
| Equipos clasificados | Equipos clasificados | Equipos clasificados | Equipos clasificados | Equipos clasificados |
| -------------------- | -------------------- | -------------------- | -------------------- | -------------------- |
| Camerún              | Ghana                | Malí                 | Sudáfrica            |                      |
| Egipto               | Kenia                | Nigeria              | Zimbabue             |                      |

## Fase de grupos

### Grupo A
| Equipo    | Pts | PJ | PG | PE | PP | GF | GC | Dif |
| --------- | --- | -- | -- | -- | -- | -- | -- | --- |
| Camerún   | 9   | 3  | 3  | 0  | 0  | 5  | 0  | +5  |
| Sudáfrica | 4   | 3  | 1  | 1  | 1  | 5  | 1  | +4  |
| Egipto    | 3   | 3  | 1  | 0  | 2  | 1  | 7  | -6  |
| Zimbabue  | 1   | 3  | 0  | 1  | 2  | 0  | 3  | -3  |

| 19 de noviembre de 2016, 15:30 | Camerún                        | 2:0 (1:0) | Egipto | Estadio Ahmadou Ahidjo, Yaundé, |                                 |
|                                | Onguéné 25' · Manie 72' (pen.) | Reporte   |        | Árbitra: Lidya Tafesse, Etiopía | Árbitra: Lidya Tafesse, Etiopía |

| 19 de noviembre de 2016, 18:30 | Sudáfrica | 0:0     | Zimbabue | Estadio Ahmadou Ahidjo, Yaundé,  |                                  |
|                                |           | Reporte |          | Árbitra: Caroline Wanjala, Kenia | Árbitra: Caroline Wanjala, Kenia |

| 22 de noviembre de 2016, 16:00 | Camerún | 1:0 (0:0) | Sudáfrica | Estadio Ahmadou Ahidjo, Yaundé,     |                                     |
|                                | Ngo 83' | Reporte   |           | Árbitra: Aissata Ameyo Amegee, Togo | Árbitra: Aissata Ameyo Amegee, Togo |

| 22 de noviembre de 2016, 19:00 | Zimbabue | 0:1 (0:0) | Egipto    | Estadio Ahmadou Ahidjo, Yaundé,   |                                   |
|                                |          | Reporte   | Tarik 83' | Árbitra: Suavis Iratunga, Burundi | Árbitra: Suavis Iratunga, Burundi |

| 25 de noviembre de 2016, 16:00 | Zimbabue | 0:2 (0:1) | Camerún       | Estadio Ahmadou Ahidjo, Yaundé,            |                                            |
|                                |          | Reporte   | Akaba 2', 50' | Árbitra: Jonesia Rukyaa Kabakama, Tanzania | Árbitra: Jonesia Rukyaa Kabakama, Tanzania |

| 25 de noviembre de 2016, 16:00 | Egipto | 0:5 (0:1) | Sudáfrica                                                            | Stade Municipal de Limbe, Limbe,  |                                   |
|                                |        | Reporte   | Mgcoyi 27' · Vilakazi 60' · Jane 61' · Seoposenwe 66' · Motlhalo 84' | Árbitra: Salma Mukansanga, Ruanda | Árbitra: Salma Mukansanga, Ruanda |

### Grupo B
| Equipo  | Pts | PJ | PG | PE | PP | GF | GC | Dif |
| ------- | --- | -- | -- | -- | -- | -- | -- | --- |
| Nigeria | 7   | 3  | 2  | 1  | 0  | 11 | 1  | +10 |
| Ghana   | 7   | 3  | 2  | 1  | 0  | 7  | 3  | +4  |
| Malí    | 3   | 3  | 1  | 0  | 2  | 4  | 10 | -6  |
| Kenia   | 0   | 3  | 0  | 0  | 3  | 2  | 10 | -8  |

| 20 de noviembre de 2016, 16:00 | Nigeria                                                        | 6:0 (2:0) | Malí | Stade Municipal de Limbe, Limbe, |                                |
|                                | Ordega 21' · Oshoala 40', 63', 69', 78' · U. Sunday 48' (pen.) | Reporte   |      | Árbitra: Gladys Lengwe, Zambia   | Árbitra: Gladys Lengwe, Zambia |

| 20 de noviembre de 2016, 19:00 | Ghana                               | 3:1 (0:1) | Kenia     | Stade Municipal de Limbe, Limbe, |                                  |
|                                | Suleman 49' · Addo 71' · Boakye 90' | Reporte   | Akida 23' | Árbitra: Jeanne Ekoumou, Camerún | Árbitra: Jeanne Ekoumou, Camerún |

| 23 de noviembre de 2016, 16:00 | Nigeria     | 1:1 (1:1) | Ghana           | Stade Municipal de Limbe, Limbe,            |                                             |
|                                | Oshoala 19' | Reporte   | Addo 43' (pen.) | Árbitra: Akhona Zennith Makalima, Sudáfrica | Árbitra: Akhona Zennith Makalima, Sudáfrica |

| 23 de noviembre de 2016, 19:00 | Kenia      | 1:3 (0:1) | Malí                                  | Stade Municipal de Limbe, Limbe,  |                                   |
|                                | Avilia 80' | Reporte   | Coulibaly 36' · Touré 50', 62' (pen.) | Árbitra: Salma Mukansanga, Ruanda | Árbitra: Salma Mukansanga, Ruanda |

| 26 de noviembre de 2016, 19:00 | Kenia | 0:4 (0:2) | Nigeria                                            | Stade Municipal de Limbe, Limbe,               |                                                |
|                                |       | Reporte   | Okobi 3' · Ikidi 7' · Oshoala 53' · Oparanozie 89' | Árbitra: Letticia Antonella Viana, Suazilandia | Árbitra: Letticia Antonella Viana, Suazilandia |

| 26 de noviembre de 2016, 19:00 | Malí       | 1:3 (0:1) | Ghana                                     | Estadio Ahmadou Ahidjo, Yaundé,  |                                  |
|                                | Diarra 87' | Reporte   | Eshun 44' · Suleman 68' · Addo 79' (pen.) | Árbitra: Maria Rivet, Mauritania | Árbitra: Maria Rivet, Mauritania |

## Tabla semifinal, final y tercer puesto
|  | Semifinales     | Semifinales     |   |                | Final          | Final |  |
|  |                 |                 |   |                |                |       |  |
|  |                 |                 |   |                |                |       |  |
|  | 29 de noviembre |                 |   |                |                |       |  |
|  | Camerún         | 1               |   |                |                |       |  |
|  | Ghana           | 0               |   |                |                |       |  |
|  |                 |                 |   |                |                |       |  |
|  |                 |                 |   |                | 3 de diciembre |       |  |
|  |                 |                 |   |                | Camerún        | 0     |  |
|  |                 | Nigeria         | 1 |                |                |       |  |
|  |                 |                 |   |                |                |       |  |
|  |                 |                 |   |                |                |       |  |
|  |                 |                 |   |                | Tercer lugar   |       |  |
|  | 29 de noviembre | 29 de noviembre |   | 2 de diciembre | 2 de diciembre |       |  |
|  | Nigeria         | 1               |   | Ghana          | 1              |       |  |
|  | Sudáfrica       | 0               |   |                | Sudáfrica      | 0     |  |

### Semifinales
| 29 de noviembre de 2016, 16:00 | Camerún     | 1:0 (0:0) | Ghana | Estadio Ahmadou Ahidjo, Yaundé, |                                |
|                                | Feudjio 72' | Reporte   |       | Árbitra: Gladys Lengwe, Zambia  | Árbitra: Gladys Lengwe, Zambia |

| 29 de noviembre de 2016, 19:00 | Nigeria        | 1:0 (0:0) | Sudáfrica | Stade Municipal de Limbe, Limbe, |                                 |
|                                | Oparanozie 54' | Reporte   |           | Árbitra: Lidya Tafesse, Etiopía  | Árbitra: Lidya Tafesse, Etiopía |

### Tercer puesto
| 2 de diciembre de 2016, 15:30 | Ghana     | 1:0 (0:0) | Sudáfrica | Estadio Ahmadou Ahidjo, Yaundé,            |                                            |
|                               | Eshun 48' | Reporte   |           | Árbitra: Jonesia Rukyaa Kabakama, Tanzania | Árbitra: Jonesia Rukyaa Kabakama, Tanzania |

### Final
| 3 de diciembre de 2016, 15:30 | Camerún | 0:1 (0:0) | Nigeria        | Estadio Ahmadou Ahidjo, Yaundé      |                                     |
|                               |         | Reporte   | Oparanozie 86' | Árbitra: Aissata Ameyo Amegee, Togo | Árbitra: Aissata Ameyo Amegee, Togo |

| Nigeria    |
| Nigeria    |
| 10° título |